# 池田宿 (千国街道)

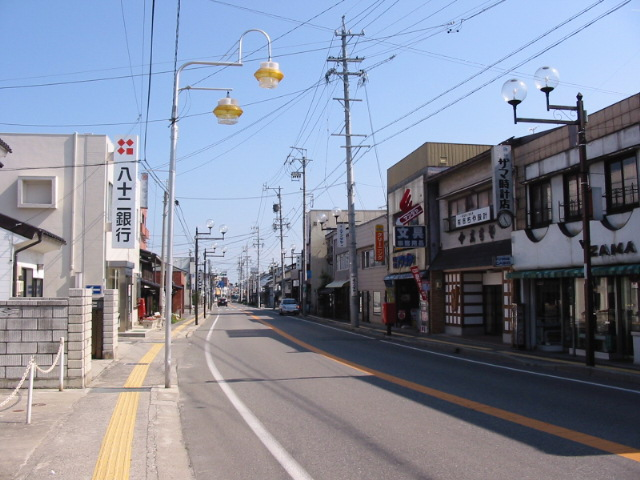
長野県道51号大町明科線、八十二銀行池田支店前

池田宿（いけだじゅく）は、千国街道（糸魚川街道）の宿場。現在の長野県北安曇郡池田町池田に位置する。

## 概要
古くから塩の道として利用され、武田氏の統治下で伝馬宿として整備された。慶長13年（1608年）には伝馬役が200石の石役を割り当てられている。江戸時代の絵図によると、南北6町48間で、宿場の真ん中を高瀬川から引水した町川が流れ、橋を架けて両側の町家の行き来を可能にしていた。南北の桝形にはそれぞれ如意輪観音堂があった。
元和5年（1619年）、松本城主松平康長が、分知を計画して池田宿に「若松城」の築城を着工したが、寛永6年（1629年）に沙汰止みとなった。跡地には「御他屋」と称する藩の出張陣屋が置かれた。享保10年（1725年）の「池田組高辻帳」によると、東西8間3尺、南北10間4尺の敷地に板葺きの建屋があった。御他屋の門は現存し、池田八幡神社の社務所に移築されている。
天明8年（1788年）には池田学問所が開設され、学問が隆盛した。

## 隣の宿
千国街道
穂高宿  -（2里半）-  池田宿 -（2里半）-  大町宿